# Dobytí byzantského tábora Vladislavem II.
Dobytí byzantského tábora českým vojskem Vladislava II. bylo vyvrcholením střetu mezi česko-uherským vojskem krále Vladislava II. a vojskem byzantského císaře Manuela I. Komnena a vládnoucího uherského krále Štěpána III. Uherského v tehdejším sporu o nástupnictví na uherský trůn, mezi Štěpánem III. a Štěpánem IV. Odehrálo se zhruba v polovině roku 1164 na přesně nezjištěném místě v tehdejším Uherském království, poblíž řeky Dunaje v oblasti tzv. Banátu. Noc před chystanou bitvou ovšem byzantské vojsko vyklidilo své pozice za Dunaj, Vladislavova armáda pak opuštěný tábor, snad po drobném boji, obsadila a zmocnila se byzantských korouhví a zástav. To pak vedlo k diplomatickým jednáním, jejichž výsledkem byl nástup Štěpána IV. na uherský trůn.
Konfrontace byla jednou, možná jedinou, příležitostí v české historii, kdy proti sobě stála česká a byzantská vojska.

## Pozadí
Roku 1162 zemřel uherský král Gejza II. a na trůn zde přes odpor svého strýce Štěpána IV. nastoupil Štěpán III., Gejzův nezletilý syn. Byzantský císař Manuel I. Komnenos na podporu Štěpána IV., manžela své neteře Marie Komneny, vytáhl k dunajské hranici. Svatořímský císař Fridrich Barbarossa pověřil Vladislava II., kterého roku 1158 korunoval historicky druhým nedědičným králem, zásahem v sousedních Uhrách ve prospěch Štěpána III., aby hájil jeho právno na trůn dle zásady primogenitury. O pomoc českého krále žádala také královna Eufrozina Kyjevská, vdova po Gejzovi.

## Pravděpodobný průběh střetu
O událostech střetu informuje několik dobových kronik a následně pak novějších historických publikací, mj. Dějiny národu českého v Čechách a v Moravě Františka Palackého. V českých zdrojích může být jejich interpretace poznamenána zaujetím ve prospěch české strany.
Roku 1164 vstoupili Češi za velkého drancování na uherské území. Byzantské vojsko, snad podpořené věrnými Štěpánu IV., před bojovou přesilou, navíc jednající s posvěcením římského císaře, ustupovalo až k řece Dunaji. Posléze došlo k setkání obou skupin a k jednáním, která vyústila k rozhodnutí o bitvě následujícího dne. Z obavy z porážky po náporem přesily se však císař Manuel s velkou částí svého vojska patrně ve spěchu přeplavil přes Dunaj. Druhého dne ráno české vojsko, lačné po boji, vtrhlo do byzantského tábora a obsadilo jej. Při této akci patrně došlo k menším šarvátkám s těmi, kteří tábor nestihli či nechtěli opustit. Vladislavovy síly se zde zmocnily řady byzantských bojových zástav, což spolu s obsazením nepřátelského tábora znamenalo dle středověkých zvyků vítězství v bitvě.

## Hodnocení
Událost byla klíčovým momentem uherského nástupnického sporu. Při následných jednáních dosáhl Vladislav, jakožto prostředník, uznání Štěpána III. Béla (III.) získal od bratra dlouho odpíraný úděl a Štěpán IV. byl z nároku na trůn navždy vyřazen. Aby Vladislav stvrdil dobré vztahy s Byzantskou říši, zaslíbil svou šestiletou vnučku českého krále Helenu, dceru svého syna Bedřicha, pozdějšího českého knížete, Petru Komnemovi, císařovu příbuznému. Ta byla pak odeslána do Konstantinopole v doprovodu královského velmože Sezimy, nejvyššího komorníka královny Judity Durynské, který zde pak žil a působil.